# Fenton (Nueva York)
Fenton es un pueblo ubicado en el condado de Broome en el estado estadounidense de Nueva York. En el año 2000 tenía una población de 6.909 habitantes y una densidad poblacional de 81.1 personas por km².

## Geografía
Fenton se encuentra ubicado en las coordenadas 42°11′1″N 75°49′29″O / 42.18361, -75.82472.

## Demografía
Según la Oficina del Censo en 2000 los ingresos medios por hogar en la localidad eran de $39,622, y los ingresos medios por familia eran $45,869. Los hombres tenían unos ingresos medios de $37,800 frente a los $25,875 para las mujeres. La renta per cápita para la localidad era de $19,780. Alrededor del 6.8% de la población estaban por debajo del umbral de pobreza.